# Porta de França
La Porta de França és un edifici de Ceret inventariat com a monument històric del Vallespir des del 16 de novembre del 1949.

## Descripció
Aquesta construcció és un dels vestigis de les muralles de la ciutat. Des de finals del segle xix mostra una corona de terracota que coincideix amb les façanes dels edificis dels costats.

## Història
És un edifici del segle xiii.